# Leo D. Maloney
Leo D. Maloney (4 de enero de 1888 – 2 de noviembre de 1929) fue un actor, director, productor y guionista cinematográfico de nacionalidad estadounidense, activo en la época del cine mudo. 
Nacido en Santa Rosa, California, su nombre completo era Leo Daniel Maloney. Actuó en 156 filmes entre 1911 y 1929, además de dirigir 47 desde 1914 a 1929. Fue fundador del "Leo Maloney Studio" en la Sierra de San Bernardino, al sur de California. 
Su última película fue una de las primeras cintas sonoras en ser rodadas, "Overland Bound" (1929). Leo D. Maloney falleció en Nueva York en 1929, mientras asistía a una fiesta para celebrar la finalización de dicha cinta. Fue enterrado en el Cementerio Hollywood Forever.

## Selección de su filmografía
- The Telltale Knife (1914)
- The Hazards of Helen (1914)
- The Man from the East (1914)
- The Fatal Sign (1920)
- The Big Catch (1920)
- A Gamblin' Fool (1920)
- The Grinning Granger (1920)
- One Law for All (1920)
- Vultures of the Sea (1928)
- The Vanishing West (1928)
- The Fire Detective (1929)
- Overland Bound (1929)